# 李昇基
李昇基（韓語：이승기，1987年1月13日—），韓國男藝人，在音樂、戲劇、主持及藝能都有亮眼成績的全方位藝人。於2016年2月1日在論山訓練所入伍，2017年10月31日退伍。憑藉退伍後首個綜藝作品《家師父一體》獲頒2018年SBS演藝大賞最高榮譽－大賞。憑藉《依法相愛吧》獲頒2022年KBS演技大賞最高榮譽－大賞，成為首位演藝和演技跨界的雙大賞得主。

## 演藝經歷概要

### 經歷
因為喜愛音樂，李昇基升入高中後開始與同學自組樂隊進行演出，在樂隊中擔任主唱，音樂風格以搖滾為主。在高一最後一次公演時，李昇基的演唱得到了劇場主人——韓國著名歌手李仙姬的欣賞，決意將其招致麾下進行培養。李昇基因此成為了李仙姬唯一的學生，開始了練習生生活。經過2年練習，李昇基在2004年6月5日MBC的《Music Camp》舞台以《因為是我的女人》出道，獲得當年多項新人獎。
2009年，李昇基主演的電視劇燦爛的遺產不僅蟬聯10周冠軍收視，還創下47.1%最高收視率，再加上當時參與主持的綜藝兩天一夜與強心臟收視率合計超過40%，人气歌谣收視率亦超過15%，因此被韓媒譽為「收視率超過100%的男人」。同年10月起至今，連續13年擔任韓國最大的商業銀行國民銀行代言人，處於仁川市老东洋商业街的國民銀行分行改名為「昇基愛」分行，老东洋商业街亦改名為昇基街。
2012年6月25日，李昇基代表南韓成為2012年奧運會擔任火炬手，倫敦奧林匹克聖火護送官方志願公司的三星電子，選定了深受男女老少喜愛、在國際上也極具影響力的李昇基作為護送聖火者。李昇基表示：「能夠透過傳遞聖火參與世界性的活動盛會 ─ 奧運是我的榮幸。」
2021年6月1日，李昇基離開合作超過18年的Hook Entertainment，創立個人工作室Human Made，公司註冊地址為李昇基2020年年末以56億3500萬韓元購入的首爾城北區物業。同年6月10日，李昇基和Hook Entertainment再次签订了经纪合同，而Human Made將定位為以创作活动为基础的企划类公司，展现独创性的媒體创作活动。Human Made參與製作Jessi的2022年線上演唱會《Jessi First Online Live 2022 Queendom》，並在Youtube頻道이승기 x HUMANMADE （页面存档备份，存于）推出一系列的Human Table和Table Concert。
粉絲官方名稱為AIREN；應援顏色為■薄荷綠色。

### 歌唱

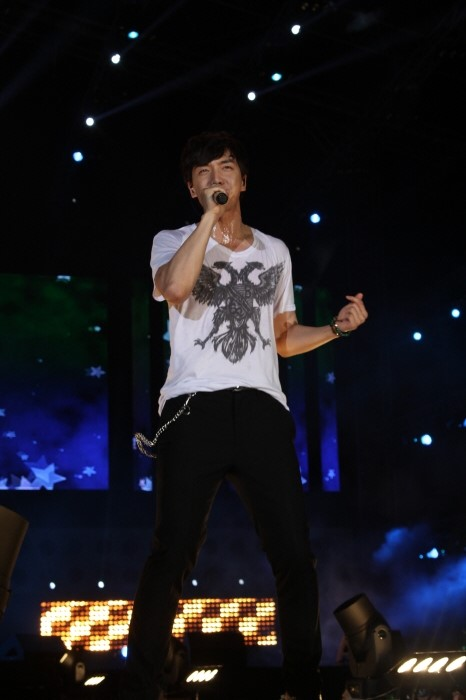
李昇基在2012年世界博覽會表演

2002年正在就讀高中的李昇基被李仙姬发掘。在经过两年的训练后出道，发行1輯《飛蛾的夢》，以主打曲《因為是我的女人》（내여자라니까）紅於韓國歌壇，連續6周蟬聯音源榜一位，此曲造就李昇基「喜歡年長女性」的形象。李昇基憑此曲獲MBC十大歌手歌谣节新人奖、SBS歌谣大赏Solo部门新人奖、第15届韩国首尔歌谣大赏新人奖、Mnet KMTV音乐颁奖礼新人奖。
2006年2月，发行正规2辑《Crazy For You》，共收录13首歌曲，主打曲《难以启齿的话》。同年9月，发行翻唱1辑《当男人爱上女人的时候》，收录11首翻唱歌曲，主打曲《千万》 。同年12月，李昇基获得SBS歌谣大赏本赏和MKMF音乐颁奖礼抒情部门最优秀奖。
2007年2月，举办个人首场演唱会《Love》 。同年8月，发行正规3辑《離別的故事》，收录11首歌曲，主打曲《善意的谎言》。同年11月发行再版3辑《未完的故事》，增加一首歌曲《未完结的故事》 。
2008年3月，发行翻唱2辑《当男人爱上女人的时候》VOL2，收录12首翻唱歌曲，主打曲《全都给你》。同年5月，发行翻唱2辑再版，共收录13首歌曲，在原版基础上增加一首歌曲《去旅行吧》 。
2009年6月发行的数码单曲《嫁给我吧》（결혼해 줄래），在没有正式宣传的情况下大受欢迎，赢得韩国金唱片《数码音源本奖》。同年9月，发行正规4辑 《Shadow》，收录10首歌曲，主打曲为《我们分手吧》。2010年1月，发行4辑再版《Shadow》（Repackage），在原版基础上增加了《爱教会我喝酒》以及《就像当初，就如那时》两首歌曲。同年12月, 凭借《爱教会我喝酒》获第25届韩国金唱片颁奖礼音源本赏。
2011年10月，回歸暌違2年的樂壇，发行正规5辑《Tonight》，收录10首歌曲，其中包括李昇基第一次自己参与作词作曲的歌曲《恋爱时代》。5輯Tonight不但擁有多元化的曲風，形象更有相當大的嘗試“想讓昇基表現溫柔恬靜以外男人魅力的一面”。
2012年11月，李昇基推出迷你專輯5.5輯《森林》，主打歌《重返》甫公開，便橫掃韓國八大音源排行榜，連續5周Melon榜首，連續6周北美"BillBoard K-POP HOT 100"一位 ，是截至2012年12月此排行榜连续占据“一位” 时间最长的歌手。其MV的Youtube點擊率更超過3100萬，亦憑此曲获得第5届MAMA亚洲音乐大奖最佳演唱表演男歌手奖，並获得第22届韩国High1首尔歌谣大赏本赏。。
2015年6月，時隔2年7個月再次以歌手身份回歸的李昇基。6輯《AND》中的李昇基展現獨一無二的魅力，專輯內含多首越聽越無法自拔的曲目，火速席捲音樂榜。
2016年1月，入伍前夕李昇基發佈新曲《我入伍了》，描繪了入伍前想要對所愛之人傳達的心意，歌曲橫掃7大音樂網站榜單。
2020年6月，Netflix發佈了李昇基為節目Twogether演唱和作詞的主題曲《It's gonna be alright》。
2020年7月，李昇基在節目家師父一體翻唱歌曲《Forbidden Love》，其Youtube點擊率超過2000萬，令李昇基登上歌手回歸迫在眉睫的榜首，李昇基更憑此舞台获得2020年SBS演艺大赏Hot Star奖（OTT部门）。同年11月15日公開先行曲《The Ordinary Man》（뻔한 남자），橫掃Genie, Bugs等的韓國音源榜單一位，Melon在發行後24小時内突破前10名，創下了驚人紀錄，證明了「音源強者」、「李昇基效應」的狂風，並在12月10日發行7輯《The Project》。2021年1月，憑《The Project》奪得第35屆金唱片獎Best Ballad。
2022年2月25日，李昇基創立Youtube頻道이승기 x HUMANMADE （页面存档备份，存于），推出Human Table系列的Table Concert。

### 戲劇
2004年10月加入MBC情景喜剧《Non-Stop 5》，剧中以本名出演戏剧社团的学生。
2006年參與KBS連續劇《家有七公主》饰演顽皮但善良的大学生黄太子，该剧平均收视率超过40%，高居收视冠军宝座。
2009年4月首次以男主角的身份参与SBS特别企划劇《燦爛的遺產》的拍摄，此剧大受好評，蝉联10周收视冠军，且创下47.1%的最高单日收视纪录，为2009年度韩国电视剧收视冠军，也因而被誉为“国民剧”，其成功不只奠定李昇基身为演员的身份，也为他赢得超高人气；更凭此剧在2009年《SBS演技大赏》赢得「十大明星奖」，「最佳情侣奖」（与韓孝周共得）与「特别企划剧部门最佳男演员」三项大奖，成为当晚的三冠王。
2010年8月主演SBS水木迷你連續劇《我的女友是九尾狐》，饰演梦想成为特技演员的大男孩车大雄 ，收视率突破20%。
2012年因主演《The King 2 Hearts》，这部作品成为李昇基演技的大转捩点，出演的角色不再是青春活泼的人物，而是背负了重大责任的国王  ，首播收视率即超过15%。
2013年李昇基主演電視劇《九家之書》，飾演拥有一半人类血统一半九尾狐血统希望成为真正的人类的崔江置，最高收视达19.5% ，一直高居月火剧收视率冠军 。李昇基憑此劇獲得MBC演技大賞男子最優秀演技獎、人氣獎、最佳情侶獎。同年5月发行OST《最后那句话》，歌曲由李昇基本人作词作曲并演唱，公开后立即占据了7个音源榜的1位。
2014年主演電視劇《你們被包圍了》，饰演拥有悲伤过去的新人警察殷大邱，蝉联10周收视冠军。。在拍攝過程中李曾經眼部受傷，經過幾天治療後堅持進行了拍攝，其精湛演技和敬業精神得到一致好評。
2017年主演電視劇《花遊記》, 飾演齊天大聖孫悟空，創下了在20－49年齡段中tvN電視劇首播歷代最好成績。
2019年，李昇基跟秀智繼《九家之書》後再度合作，主演劇集《Vagabond》，遠赴摩洛哥進行拍攝，首播就錄得11.5%的收視佳績，该剧为SBS2019年全年收视率排名第二的电视剧。李昇基憑此劇獲得SBS演技大賞男子最優秀演技獎和最佳情侣獎。
2021年李昇基主演tvN水木劇《Mouse》。李昇基飾演與邪惡抗爭、公認的正直新人刑警「鄭巴凜」一角，首度挑戰亦正亦邪的角色。劇集创下两年多以来tvN水木档最高收视率。李昇基憑此劇在第六屆亞洲明星盛典(Asia Artist Awards)奪得電視劇部門大賞。
2022年8月主演KBS月火劇《依法相爱吧》, 飾演被称为「怪物天才」的前检察官金正浩。李昇基憑此劇在2022年KBS演技大賞奪得大賞。

### 電影
2014年李昇基參演了他的第一部電影《今天的戀愛》，飾演男主角姜俊秀。電影於2015年1月15日上映，上映6天觀影總數破百萬，创下罗曼史电影最快破百万人次记录，成績斐然。
2015年李昇基參演電影《宮合》，飾演男主徐道允，於2018年上映。
2022年李昇基參演電影《大家族》，飾演男主白羊寺住持大師，預計於2023年上映。

### 主持綜藝
2007年11月加入電視節目《兩天一夜》，成为正式成员之一，節目取得超过40%的平均收视率，为亚洲收视率第一的综艺节目。李昇基在节目中“黑洞（허당，意思是「常常不懂别人说什么，又有点无厘头的胡涂」）”的形象开始深入民心；也凭此在2008年KBS演艺大赏赢得「最高人气奖」。2011年李昇基憑節目《兩天一夜》，以24歲之齡與共同演出的主持一同获得KBS演艺大赏最高榮譽－大賞。
其后在SBS社长的推荐下，李昇基于2009年10月，與姜鎬童联手主持《强心臟》，正式进军主持界，成为名副其实的三栖艺人；同年《强心臟》荣获「最佳节目奖」，而李昇基也以最高票获颁「网民最高人气奖」。2011年10月起李昇基单独主持節目，凭借其出色的主持表現获得SBS演藝大賞脱口秀部门最优秀奖。
2013年11月，李昇基出演TVN《花樣姐姐》，最高收視達到10.5%，瞬間最高收視率為12.2%，是第一个收视率突破10%的有线台综艺节目。2015年8月，李昇基參演韓國綜藝史上首部網絡綜藝《新西遊記》。節目在韓國網上公開後，节目在韩网上公开三天后点击量达到1300万。
2017年12月，出演退伍後的首個綜藝節目SBS電視台的《家師父一體》，2018年12月28日也憑此綜藝作品獲頒SBS演藝大賞最高榮譽－大賞，成為韓國史上單獨獲得演藝大賞的最年輕得主。2019年也憑SBS電視台的《家師父一體》和《Little Forest》奪得SBS演藝大賞的製作人賞，並出演Netflix原創製作的網路綜藝《明星來解謎2》, 首次挑戰反派角色。
2020年6月與台灣演員劉以豪共同出演Netflix原創製作的網路綜藝《Twogether》，節目收視成績亮眼，擠進超過8個地區的節目排行首十名。2020年7月出演TvN電視台的《首爾鄉巴佬》，創下該電視台晚十一點檔綜藝最高收視率。李昇基主持的 JTBC 音樂綜藝《Sing Again - 無名歌手戰》在同年11月首播，節目收視超過11%，李昇基幽默和溫和的主持風格大獲好評。
2021年1月出演Netflix原創製作的網路綜藝《明星來解謎3》，5月赢得第57届百想艺术大奖TV部门最佳男综艺人奖，7月出演SBS高爾夫球綜藝《結伙072》和《LOUD》，11月出演Netflix原創製作的網路綜藝《New World: 虛擬貨幣爭霸戰》和《結伙072(第二季)》，12月在JTBC 音樂綜藝《Sing Again - 無名歌手戰(第二季)》擔任MC。
2022年主持SBS青年人心理咨询綜藝《Circle House》，並出演《結伙072(第三季)》。
2023年主持JTBC 全球偶像生存節目《Peak Time》。

## 個人生活

### 校园生活
李昇基自小成绩优异，曾于中学和高中时期两度被选为学生会会长。在練習準備出道的同時，李昇基順利完成了高中學業，2005年從尚溪高中畢業考入東國大學大眾傳播系，次年轉系国际通商专业。
2009年2月如期于四年内修完大学学分，大部分科目成績為A或A+，畢業於東國大學国际通商专业，並獲特別功勞獎。同年考入东国大学研究生院国际通商专业继续深造。
2012年考入东国大学影像学院文化内容专业继续攻读第二硕士。

### 部队服役
2016年2月1日，李昇基在論山陸軍訓練所現役入伍，總服役時長1年零9個月。
經過五週的基礎軍事訓練，李昇基以训练所生活模范和卓越的训练消化能力，中隊第一名的成績結業，並且獲得優秀訓練兵勳章，之後因訓練成績優異並具有情報特長，被分配至首爾巨餘洞大韓民國陸軍特戰司令部第13空降特战旅“黑豹部队”作为情报特種兵继续服役。2016年4月11日，开始接受特战司基本空降训练，于25日至26日接受了热气球跳伞的训练，28日成功完成了730米高空跳伞、500米~600米高空悬停的支奴干直升机飞机上空降的科目，获得空降勋章。同年6月获得具备徒手杀人武艺「白骷髅」标志的krav maga 以色列近身格斗马伽术勋章。在特戰兵战斗力竞赛中，有1000人参加了10公里马拉松，李昇基排名為首10%。
2017年参加特战司酷寒期克服训练、高等山岳训练、海上渗透训练等 。同年參加非強制性的千里行军，身负30公斤全副武装夜间行军400公里。最終憑优秀的训练成绩获得「特级战士」和「战斗特战兵」勋章证书  ，且被晋升为特战司黑豹部队75大队下属分队分队长，被评选为模范分队长。 10月31日退役。

### 感情生活
2014年1月1日，李昇基與潤娥被曝熱戀，隨後雙方公開承認戀情，兩人已交往四個月。2015年8月13日，韓媒《STARNEWS》爆出兩人在交往了一年八個月後決定分手的消息。SM娛樂也跟著發出了正式聲明，指出兩人確實已經和平分手，主因是工作聚少離多，因此決定回到單純的前後輩身分，未來還會是好朋友。
2023年2月7日李昇基在IG上傳親筆信，宣佈求婚成功，將於2023年4月7日迎娶女演員李多寅。2024年2月5日，長女誕生。

## 影視作品

### 電視劇
| 年份   | 電視頻道 | 劇名              | 角色           | 備註      |
| 2005年 | MBC      | Non-Stop 5        | 李昇基         | 主演      |
| 2006年 | KBS      | 傳聞中的七公主    | 黃太子         | 主演      |
| 2009年 | SBS      | 燦爛的遺產        | 鮮于煥           | 男主角    |
| 2010年 | SBS      | 我的女友是九尾狐  | 車大雄         | 男主角    |
| 2011年 | MBC      | 最佳愛情          | 李昇基         | 客串第9集 |
| 2012年 | MBC      | The King 2 Hearts | 李在河         | 男主角    |
| 2013年 | MBC      | 九家之書          | 崔江置         | 男主角    |
| 2014年 | SBS      | 你們被包圍了      | 殷大邱／金志龍 | 男主角    |
| 2015年 | SBS      | 製作人的那些事    | 李昇基         | 客串第6集 |
| 2017年 | tvN      | 花遊記            | 孫悟空         | 男主角    |
| 2019年 | SBS      | VAGABOND          | 車達建         | 男主角    |
| 2021年 | tvN      | Mouse             | 鄭正直／鄭在勛 | 男主角    |
| 2022年 | KBS2     | 依法相爱吧        | 金正浩         | 男主角    |

### 電影
| 年份   | 電影名稱   | 角色   | 合作演員                       | 備註   |
| 2015年 | 今天的戀愛 | 姜俊秀 | 文彩元                         |        |
| 2018年 | 宮合       | 徐道允 | 沈恩敬、延宇振、姜敏赫、崔珉豪 | [ 32 ] |
| 2024年 | 大家庭     | 咸文錫 |                                |        |

## 綜藝節目

### 特備節目/典禮主持
| 播出日期                    | 播出頻道 | 節目名稱                                        | 備註              |
| 2004年12月19日              | SBS      | SBS人气歌谣 （圣诞特辑）                        |                   |
| 2006年12月30日              | KBS2     | KBS歌谣盛典 （第二部）                          |                   |
| 2007年10月21日              | SBS      | 人气歌谣                                        | 與金希澈 (客串)   |
| 2007年10月28日              | SBS      | 人气歌谣                                        | 與金希澈 (客串)   |
| 2007年11月4日               | SBS      | SBS农心分享爱演唱会                             | 與金希澈、尹贤金  |
| 2009年10月2日               | KBS      | Shall We Dance (中秋特辑)                       | 與白智榮          |
| 2009年10月3日               | SBS      | Idol Big Show (中秋特辑)                        |                   |
| 2009年12月29日              | SBS      | 第3屆SBS歌謠大戰（第二部）                      | 與金希澈、鄭容和  |
| 2011年12月29日              | SBS      | 第5屆SBS歌謠大戰                                | 與林潤娥、宋智孝  |
| 2012年10月18日              |          | 日本冲绳K-PP Paradise 2012                      |                   |
| 2013年8月4日                | SBS      | 《大韩民国歌手-赵容弼》                         |                   |
| 2013年11月22日              | Mnet     | MAMA                                            |                   |
| 2013年12月30日              | MBC      | MBC演技大賞                                     | 與韓智慧          |
| 2014年1月21日               |          | 第2届CJ Creative Forum－ 改变世界的CULTURE TALK |                   |
| 2014年8月10日               |          | 2014KCON In Los Angeles                         |                   |
| 2015年8月1日                | KBS1     | 我是大韓民國 （製作特輯）                       | 與李仙姬          |
| 2015年8月15日               | KBS1     | 我是大韓民國 （第二部）                         | 與申東燁          |
| 2015年8月23日               | KBS1     | 我是大韓民國 （幕後花絮）                       | 與李仙姬          |
| 2018年1月10日               | JTBC     | 第32屆金唱片獎 （音源部門）                     | 與李聖經          |
| 2018年8月7日 -2018年9月27日 | JTBC     | HiddenTrack No.V 新人音乐秀                     |                   |
| 2019年1月5日                | JTBC     | 第33屆金唱片獎 （音源部門）                     | 與朴敏英          |
| 2020年1月5日                | JTBC     | 第34屆金唱片獎 （唱片部門）                     | 與朴素丹          |
| 2020年12月19日              | SBS      | SBS演藝大賞                                     | 與申東燁、車銀優  |
| 2021年1月9日                | JTBC     | 第35屆金唱片獎 （音源部門）                     | 與朴素丹          |
| 2021年12月18日              | SBS      | SBS演藝大賞                                     | 與張度妍、 韓惠珍 |
| 2022年1月8日                | JTBC     | 第35屆金唱片獎                                  |                   |

### 綜藝固定出演/主持
| 播放日期       | 播放日期       | 電視台       | 節目名稱           | 集數  | 備註                                  |
| 首播           | 終映           | 電視台       | 節目名稱           | 集數  | 備註                                  |
| 2004年7月21日  | 2004年11月9日  | Mnet         | Music Tower        |       | 與趙靜琳                              |
| 2007年11月11日 | 2012年2月26日  | KBS2         | 兩天一夜           | 218集 | 第一季                                |
| 2009年10月6日  | 2012年4月3日   | SBS          | 強心臟             | 124集 | 與姜鎬童                              |
| 2013年11月29日 | 2014年1月17日  | tvN          | 花樣姐姐           | 8集   |                                       |
| 2015年9月4日   | 2015年10月2日  | Naver TV     | 新西遊記           | 5集   | 第一季(網絡版)                        |
| 2016年4月8日   | 2016年4月15日  | tvN          | 新西遊記           | 2集   | 第一季(TV版)                          |
| 2017年12月31日 | 2022年9月18日  | SBS          | 家師父一體         | 238集 | 共同出演者，請參閱節目頁面            |
| 2018年6月15日  | 2018年8月31日  | Mnet         | PRODUCE 48         | 12集  | 共同出演的導師團，請參閱節目頁面      |
| 2019年8月12日  | 2019年10月7日  | SBS          | 小森林             | 16集  | 與李瑞鎮、朴娜勑、庭沼珉              |
| 2020年1月10日  | 2020年3月27日  | tvN          | 星期五星期五晚上   | 11集  | 環節：「體驗生活的工廠」              |
| 2020年7月12日  | 2020年9月20日  | tvN          | 首爾鄉巴佬         | 11集  | 與車太鉉                              |
| 2020年11月16日 | 2021年2月8日   | JTBC         | Sing Again         | 12集  | 共同出演的評審團，請參閱節目頁面      |
| 2021年7月16日  | 2021年10月30日 | SBS          | 結伙072            | 16集  | 與李敬揆、李承烨、柳贤朱              |
| 2021年6月5日   | 2021年9月11日  | SBS          | LOUD               | 15集  | 作為超級經紀人出演第8-15集            |
| 2021年11月6日  | 2022年1月29日  | SBS          | 結伙072 (第二季)   | 12集  | 與李敬揆、李承烨、柳贤朱              |
| 2021年12月6日  | 2022年2月28日  | JTBC         | Sing Again 2       | 12集  | 共同出演的評審團，請參閱節目頁面      |
| 2022年2月24日  | 2022年4月28日  | SBS          | Circle House       | 10集  | 與吳恩永博士、韓佳人、盧洪哲、Leejung |
| 2022年3月19日  | 2022年7月2日   | SBS          | 結伙072 (第三季)   | 16集  | 與李敬揆、李承烨、柳贤朱              |
| 2023年2月15日  | 2023年4月19日  | JTBC         | Peak Time          |       | 共同出演的評審團，請參閱節目頁面      |
| 2023年5月23日  | 2023年8月15日  | SBS          | 強心臟聯盟         |       | 與姜鎬童                              |
| 2023年5月22日  | 2023年7月10日  | TV朝鲜       | 兄弟拉麵           |       | 與姜鎬童、裴仁爀                      |
| 2024年         |                | 愛奇藝國際版 | 《星光閃耀的少年》 |       | 擔任導師                              |

### 網路綜藝出演
| 上線日期       | 網絡頻道                                          | 節目名稱                    | 集數     | 備註           |
| 2019年11月8日  | Netflix                                           | 明星來解謎2                 | 第5~10集 | 第二季         |
| 2020年6月26日  | Netflix                                           | Twogether                   | 8集      | 第一季         |
| 2021年1月22日  | Netflix                                           | 明星來解謎3                 | 8集      | 第三季         |
| 2021年11月20日 | Netflix                                           | New World：虛擬貨幣爭霸戰   | 8集      |                |
| 2022年3月11日  | Youtube 이승기 x HUMANMADE （页面存档备份，存于） | Human Table / Table Concert |          | 同時擔任製作人 |
| 2023年7月21日  | TVING                                             | Bro & Marble                |          |                |

### 旁白
| 放送日期       | 播出頻道 | 節目名稱             | 備註                  |
| -------------- | -------- | -------------------- | --------------------- |
| 2010年12月30日 | KBS      | 《同行》             | 同時擔任義工          |
| 2013年1月10日  | KBS      | 《同行》             | 新年特辑              |
| 2014年11月4日  | KBS      | 《同行》             |                       |
| 2012年2月11日  | tvN      | 《The Romantic》     | Ep1-Ep6克罗地亚篇旁白 |
| 2012年2月18日  | tvN      | 《The Romantic》     | Ep1-Ep6克罗地亚篇旁白 |
| 2012年2月26日  | tvN      | 《The Romantic》     | Ep1-Ep6克罗地亚篇旁白 |
| 2012年3月3日   | tvN      | 《The Romantic》     | Ep1-Ep6克罗地亚篇旁白 |
| 2012年3月10日  | tvN      | 《The Romantic》     | Ep1-Ep6克罗地亚篇旁白 |
| 2012年3月17日  | tvN      | 《The Romantic》     | Ep1-Ep6克罗地亚篇旁白 |
| 2013年11月29日 | MBC      | 《昆蟲，偉大的本能》 |                       |
| 2013年12月6日  | MBC      | 《昆蟲，偉大的本能》 |                       |

## 音樂作品
- 《飛蛾的夢》（2004年）
- 《Crazy For You》（2006年）
- 《離別的故事》（2007年）
- 《Shadow》（2009年）
- 《Tonight》（2011年）
- 《And...》（2015年）
- 《The Project》 （2020年）

## 演唱會及粉絲見面會

### 演唱會
| 年份   | 活動名稱                             | 地點                         | 日期                |
| 2007年 | 李昇基首场个人演唱会Love             | 首尔奥林匹克公园奥林匹克大厅 | 2月10日             |
| 2007年 | 李昇基首场个人演唱会Love             | 首尔奥林匹克公园奥林匹克大厅 | 2月11日             |
| 2009年 | 李昇基希望演唱会                     | 首尔奥林匹克公园击剑场       | 12月12日            |
| 2009年 | 李昇基希望演唱会                     | 首尔奥林匹克公园击剑场       | 12月13日            |
| 2010年 | 李昇基希望演唱会                     | 首尔奥林匹克公园体操竞技场   | 11月21日            |
| 2011年 | 李昇基希望演唱会                     | 首尔奥林匹克公园击剑场       | 12月10日            |
| 2011年 | 李昇基希望演唱会                     | 首尔奥林匹克公园击剑场       | 12月11日            |
| 2012年 | 李昇基希望演唱会（日本站）           | 日本东京武道馆               | 6月1日              |
| 2012年 | 李昇基希望演唱会                     | 首尔奥林匹克公园击剑场       | 12月10日            |
| 2012年 | 李昇基希望演唱会                     | 首尔奥林匹克公园击剑场       | 12月11日            |
| 2013年 | 日本演唱会 2013“我们恋爱好吗？”      | 东京国际会议中心             | 10月7日             |
| 2013年 | 李昇基希望演唱会                     | 首尔奥林匹克公园体操竞技场   | 11月30日            |
| 2013年 | 李昇基希望演唱会                     | 首尔奥林匹克公园体操竞技场   | 12月1日             |
| 2013年 | 李昇基希望演唱会                     | 大邱国际展览中心EXCO         | 12月24日            |
| 2013年 | 李昇基希望演唱会                     | 釜山国际会展中心BEXCO        | 12月28日            |
| 2014年 | 日本演唱会 Valentine's Request Stage | 千叶幕张国际展览会议中心     | 2月8日 (因大雪取消) |
| 2014年 | 日本演唱会 Valentine's Request Stage | 千叶幕张国际展览会议中心     | 2月9日              |
| 2023年 | 李昇基亞洲巡迴演唱会                 | 首爾                         | 5月7日-5月11日      |
| 2023年 | 李昇基亞洲巡迴演唱会                 | 東京                         | 5月12日             |
| 2023年 | 李昇基亞洲巡迴演唱会                 | 大阪                         | 5月14日             |
| 2023年 | 李昇基亞洲巡迴演唱会                 | 台北                         | 5月21日             |
| 2023年 | 李昇基亞洲巡迴演唱会                 | 馬尼拉                       | 5月27日             |
| 2023年 | 李昇基亞洲巡迴演唱会                 | 吉隆坡                       | 6月5日              |
| 2023年 | 李昇基亞洲巡迴演唱会                 | 新加坡                       | 6月14日             |
| 2023年 | 李昇基亞洲巡迴演唱会                 | 雅加達                       | 6月24日             |
| 2023年 | 李昇基亞洲巡迴演唱会                 | 曼谷                         | 7月15日             |
| 2023年 | 李昇基美國巡迴演唱会                 | 洛杉磯                       | 8月26日             |
| 2023年 | 李昇基美國巡迴演唱会                 | 亞特蘭大                     | 8月30日             |
| 2023年 | 李昇基美國巡迴演唱会                 | 新澤西                       | 9月2日              |

### 粉絲見面會
| 年份   | 活動名稱                                          | 地點                                  | 日期           |
| 2010年 | 李昇基日本“演唱会&谈话会”                         | 东京六本木 LAFORET MUSEUM             | 1月27日        |
| 2010年 | 《灿烂的遗产》 日本放送纪念粉丝见面会             | 东京 中野SUNPLAZA                     | 10月6日 (兩場) |
| 2011年 | 李昇基日本粉丝见面会                              | 日本                                  | 9月16日        |
| 2012年 | “Tonight With Lee Seung Gi” 巡迴粉丝见面会        | 新加坡 Kallang Theatre Auditorium     | 8月25日        |
| 2012年 | “Tonight With Lee Seung Gi” 巡迴粉丝见面会        | 马来西亚吉隆坡 Kenanga Wholesale City | 11月2日        |
| 2012年 | “Tonight With Lee Seung Gi” 巡迴粉丝见面会        | 印度尼西亚雅加达 Mall Taman Anggrek   | 11月4日        |
| 2013年 | 李昇基“THE BRILLIANT SHOW” 巡迴粉丝见面会         | 日本横滨 横滨国际平和会议场           | 3月29日        |
| 2013年 | 李昇基“THE BRILLIANT SHOW” 巡迴粉丝见面会         | 泰国曼谷 Central World LIVE Arena     | 8月10日        |
| 2013年 | 李昇基“THE BRILLIANT SHOW” 巡迴粉丝见面会         | 新加坡 Bugis+ Shopping Mall           | 9月7日         |
| 2013年 | 李昇基“THE BRILLIANT SHOW” 巡迴粉丝见面会         | 台湾台北 南港101                      | 9月14日        |
| 2013年 | 李昇基中国粉丝见面会                              | 广州中山纪念堂                        | 12月15日       |
| 2013年 | 李昇基中国粉丝见面会                              | 上海浅水湾文化艺术中心                | 12月21日       |
| 2014年 | 李昇基“无与伦比”见面会                            | 北京 五棵松Thinkpad Space             | 3月8日         |
| 2014年 | 李昇基韩国粉丝见面会                              | 首尔 Blue Square Samsung Card Hall    | 8月24日        |
| 2018年 | 李昇基2018亚洲巡迴粉丝见面会                      | 泰国曼谷 Show dc ultra arena hall     | 4月8日         |
| 2018年 | 李昇基2018亚洲巡迴粉丝见面会                      | 台北国际会议展览中心                  | 4月22日        |
| 2018年 | 李昇基2018亚洲巡迴粉丝见面会                      | 东京中野太阳广场会堂                  | 5月31日        |
| 2018年 | 李昇基2018亚洲巡迴粉丝见面会                      | 新加坡 bigbox                         | 7月7日         |
| 2018年 | 李昇基2018亚洲巡迴粉丝见面会                      | 日本大阪 兵库・尼崎市総合文化中心     | 9月15日        |
| 2019年 | 2019 LEE SEUNG GI ASIA FANMEETING Vagabond Voyage | 日本千叶                              | 6月29日        |
| 2019年 | 2019 LEE SEUNG GI ASIA FANMEETING Vagabond Voyage | 台北                                  | 7月20日        |
| 2019年 | 2019 LEE SEUNG GI ASIA FANMEETING Vagabond Voyage | 菲律宾马尼拉                          | 10月12日       |
| 2019年 | 2019 LEE SEUNG GI ASIA FANMEETING Vagabond Voyage | 泰国曼谷                              | 10月19日       |
| 2019年 | 2019 LEE SEUNG GI ASIA FANMEETING Vagabond Voyage | 新加坡                                | 11月1日        |
| 2019年 | 2019 LEE SEUNG GI ASIA FANMEETING Vagabond Voyage | 马来西亚吉隆坡                        | 11月30日       |
| 2024年 | 2024 LEE SEUNG GI Debut 20th FAN MEETING          | 日本東京                              | 9月16日        |

## 獲獎列表

### 歌唱類
| 年份   | 頒獎典禮                   | 獎項                 | 作品              |
| 2004年 | SBS歌謠大戰                | Solo部門新人賞       | 因為是我的女人    |
| 2004年 | MBC歌謠大祭典              | 男子新人賞           | 因為是我的女人    |
| 2004年 | 第15屆HIGH1首爾歌謠大賞    | 新人歌手賞           | 因為是我的女人    |
| 2004年 | 第6屆Mnet KM音樂錄像帶節   | Solo部門男子新人賞   | 因為是我的女人    |
| 2006年 | 第8屆Mnet KM音樂錄像帶節   | 抒情音樂賞           | 難以啟齒          |
| 2006年 | SBS歌謠大賞                | 本賞                 |                   |
| 2007年 | 第9屆Mnet KM音樂錄像帶節   | 男子歌手賞           |                   |
| 2008年 | 第15屆大韓民國演藝藝術大賞 | 男子抒情歌手獎       |                   |
| 2009年 | 第24屆金唱片獎             | 數碼音源部門 本賞    | 結婚好嗎          |
| 2010年 | 第2屆甜瓜音樂獎            | 年度Top10歌手獎      | 我想我是疯了      |
| 2010年 | 第2屆甜瓜音樂獎            | 最佳原聲帶獎         | 我女友是九尾狐    |
| 2010年 | 第25屆金唱片獎             | 數碼音源部門 本賞    | 愛教會我喝酒      |
| 2011年 | 亚洲音乐节                 | 亚洲最高歌手奖       |                   |
| 2012年 | 第21屆HIGH1首爾歌謠大賞    | 本賞                 | 是朋友啊 恋爱时代 |
| 2012年 | 第21屆HIGH1首爾歌謠大賞    | 人氣獎               | 是朋友啊 恋爱时代 |
| 2012年 | 第1屆Gaon Chart K-POP大獎  | 10月音源獎           | 戀愛時代          |
| 2013年 | 第2屆Gaon Chart K-POP大獎  | 12月音源獎           | 重返              |
| 2013年 | 第22屆HIGH1首爾歌謠大賞    | 本賞                 |                   |
| 2013年 | 第22屆HIGH1首爾歌謠大賞    | 人氣獎               |                   |
| 2013年 | 第15屆Mnet亞洲音樂大獎     | 最佳演唱表演男歌手獎 |                   |
| 2021年 | 第35屆金唱片獎             | Best Ballad獎        | 平凡的男人        |

### 戲劇/電影類
| 年份   | 頒獎典禮                                | 獎項                             | 作品             |
| 2009年 | SBS演技大賞                             | 特别企劃部門 男子優秀演技獎      | 燦爛的遺產       |
| 2009年 | SBS演技大賞                             | 十大明星獎                       | 燦爛的遺產       |
| 2009年 | SBS演技大賞                             | 最佳情侣獎 （與韓孝周）          | 燦爛的遺產       |
| 2009年 | Mnet 20's Choice                        | 最受歡迎電視劇男演員獎           | 燦爛的遺產       |
| 2010年 | 第46届百想藝術大賞                      | 電視部門人氣獎                   | 燦爛的遺產       |
| 2010年 | 第5屆首爾國際電視節                     | 觀眾投票最高人氣獎（韓國）       | 燦爛的遺產       |
| 2010年 | SBS演技大賞                             | Drama Special部門 男子優秀演技獎 | 我的女友是九尾狐 |
| 2010年 | SBS演技大賞                             | 十大明星獎                       | 我的女友是九尾狐 |
| 2010年 | SBS演技大賞                             | 最佳情侣獎 （與新慜娥）          | 我的女友是九尾狐 |
| 2013年 | MBC演技大賞                             | 迷你劇部門 男子最優秀演技獎      | 九家之書         |
| 2013年 | MBC演技大賞                             | 人氣奬                           | 九家之書         |
| 2013年 | MBC演技大賞                             | 最佳情侣獎 （與裴秀智）          | 九家之書         |
| 2014年 | 第二屆亞洲彩虹獎                        | 電視劇類－男主角 優秀獎          | 九家之書         |
| 2015年 | 韩国电影发光明星颁奖典礼                | 人气演员奖                       | 今天的戀愛       |
| 2018年 | 第三屆亞洲明星盛典 (Asia Artist Awards) | 演員部門 年度藝人獎              | 花遊記           |
| 2018年 | 第三屆亞洲明星盛典 (Asia Artist Awards) | 演員部門 Best Popular獎          | 花遊記           |
| 2019年 | SBS演技大賞                             | 迷你連續劇部門 男子最優秀演技獎  | VAGABOND         |
| 2019年 | SBS演技大賞                             | 最佳情侶獎 (與裴秀智)            | VAGABOND         |
| 2021年 | 第六屆亞洲明星盛典 (Asia Artist Awards) | 電視劇部門 年度演員大賞          | Mouse            |
| 2022年 | KBS演技大賞                             | 大賞                             | 依法相愛吧       |
| 2022年 | KBS演技大賞                             | 最佳情侶獎 (與李世榮)            | 依法相愛吧       |
| 2023年 | 第35屆韩国PD大賞                        | 表演者賞 - 演員獎                | 依法相愛吧       |

### 綜藝類
| 年份   | 頒獎典禮                  | 獎項                                            | 作品                                         |
| 2004年 | MBC演藝大賞               | 歌手部門 特別賞                                 | Non-Stop 5                                   |
| 2008年 | KBS演藝大賞               | 最高人氣獎                                      | 兩天一夜                                     |
| 2009年 | SBS演藝大賞               | 網民票選最高人氣獎                              | 强心臟                                       |
| 2010年 | 2009下半期SBS節目評價審議 | TV部門主持人獎、特别奖                          | 强心臟                                       |
| 2010年 | KBS演藝大賞               | 娛樂部門 最優秀獎                               | 兩天一夜                                     |
| 2010年 | SBS演藝大賞               | 最優秀獎                                        | 强心臟                                       |
| 2010年 | SBS演藝大賞               | 網民票選最高人氣獎                              | 强心臟                                       |
| 2011年 | KBS演藝大賞               | 大賞 (與李秀根、嚴泰雄、殷志源、金鐘民共同獲獎) | 兩天一夜                                     |
| 2011年 | SBS演藝大賞               | 脫口秀部門 最優秀獎                             | 强心臟                                       |
| 2011年 | SBS演藝大賞               | 網民票選最高人氣獎                              | 强心臟                                       |
| 2018年 | SBS演藝大賞               | 大賞                                            | 家師父一體                                   |
| 2019年 | SBS演藝大賞               | 製作人賞                                        | 家師父一體、小森林                           |
| 2019年 | SBS演藝大賞               | 最佳团队奖                                      | 家師父一體                                   |
| 2020年 | SBS演藝大賞               | HOT STAR獎 OTT部門                              | 家師父一體                                   |
| 2021年 | 第57屆百想藝術大獎        | TV部門最佳男綜藝人獎                            |                                              |
| 2021年 | SBS演藝大賞               | 年度綜藝人奬                                    | 家師父一體、結伙072、 結伙072 (第二季)、LOUD |
| 2021年 | SBS演藝大賞               | 製作人賞                                        | 家師父一體、結伙072、 結伙072 (第二季)、LOUD |
| 2021年 | SBS演藝大賞               | 最佳团队奖                                      | 家師父一體                                   |

### 其它
| 年份   | 頒獎典禮/機構                           | 獎項                    |
| 2009年 | 東國大學                                | 特别功勞獎              |
| 2009年 | 韓國廣告主大會KAA頒獎禮                 | 最佳廣告模特兒獎        |
| 2010年 | 韓國廣告主大會KAA頒獎禮                 | 最佳廣告模特兒獎        |
| 2011年 | 韓國文化部部長獎                        | 電視劇部門 韓流有功者獎 |
| 2011年 | 第48届储蓄日纪念仪式                    | 储蓄奖（总统亲自表彰）  |
| 2014年 | 第5屆韓國大眾文化藝術獎                 | 文化體育觀光部長官表彰  |
| 2017年 | 第二屆亞洲明星盛典 (Asia Artist Awards) | Best Welcome獎          |
| 2018年 | 韩国奉献大赏                            | 慈善奖                  |
| 2021年 | 品牌顧客忠誠度大賞                      | 男歌手獎                |
| 2022年 | 第55屆納稅人日                          | 模範納稅人              |

### 音樂節目獎項
| 年份   | 日期     | 電視台 | 節目名稱     | 獲獎歌曲                       | 排名                |
| ------ | -------- | ------ | ------------ | ------------------------------ | ------------------- |
| 2004年 | 8月22日  | SBS    | 人氣歌謠     | 因為是我的女人(姐姐是我的女人) | 1位（Mutizen Song） |
| 2006年 | 3月2日   | Mnet   | M! Countdown | 難以啟齒                       | 1位                 |
| 2006年 | 3月30日  | Mnet   | M! Countdown | 難以啟齒                       | 1位                 |
| 2006年 | 8月22日  | SBS    | 人氣歌謠     | 難以啟齒                       | 1位（Mutizen Song） |
| 2006年 | 9月28日  | Mnet   | M! Countdown | 千萬                           | 1位                 |
| 2006年 | 10月1日  | SBS    | 人氣歌謠     | 千萬                           | 1位（Mutizen Song） |
| 2006年 | 10月12日 | Mnet   | M! Countdown | 千萬                           | 1位                 |
| 2007年 | 9月13日  | Mnet   | M! Countdown | 善意的謊言                     | 1位                 |
| 2007年 | 9月16日  | SBS    | 人氣歌謠     | 善意的謊言                     | 1位（Mutizen Song） |
| 2008年 | 4月24日  | Mnet   | M! Countdown | 全部给你                       | 1位                 |
| 2008年 | 4月25日  | KBS    | Music Bank   | 全部给你                       | 1位                 |
| 2009年 | 10月4日  | SBS    | 人氣歌謠     | 我們分手吧                     | 1位（Mutizen Song） |
| 2009年 | 10月11日 | SBS    | 人氣歌謠     | 我們分手吧                     | 1位（Mutizen Song） |
| 2011年 | 11月20日 | SBS    | 人氣歌謠     | 是朋友啊                       | 1位（Mutizen Song） |
| 2012年 | 11月29日 | Mnet   | M! Countdown | 重返                           | 1位                 |
| 2012年 | 12月6日  | Mnet   | M! Countdown | 重返                           | 1位                 |
| 2012年 | 12月7日  | KBS    | Music Bank   | 重返                           | 1位                 |
| 2012年 | 12月13日 | Mnet   | M! Countdown | 重返                           | 1位                 |

#### 主要音樂節目榜單排名
| 主打歌曲排名成績 | 主打歌曲排名成績 | 主打歌曲排名成績      | 主打歌曲排名成績    | 主打歌曲排名成績       | 主打歌曲排名成績 | 主打歌曲排名成績           |
| 專輯 | 歌曲 | Mnet 《M! Countdown》 | KBS2 《Music Bank》 | MBC 《Show! 音樂中心》 | SBS 《人氣歌謠》 | 備註                       |
| 2004年 | 2004年 | 2004年                | 2004年              | 2004年                 | 2004年           | 2004年                     |
| --- | --- | --------------------- | ------------------- | ---------------------- | ---------------- | -------------------------- |
| 飛蛾的夢 | 因為是我的女人 | 3                     |                     | 5                      | 1                |                            |
| 飛蛾的夢 | 刪除 | 23                    |                     | 14                     | TAKE7            |                            |
| 2006年 | |                       |                     |                        |                  |                            |
| Crazy For You | 難以啟齒 | (1)                   |                     |                        | 1                |                            |
| Crazy For You | 嘴型 | 2                     |                     |                        | TAKE7            |                            |
| 當男人愛上女人Vol.1 | 千萬 | (1)                   |                     |                        | 1                |                            |
| 當男人愛上女人Vol.1 | 既愛又恨 | /                     |                     |                        | /                |                            |
| 當男人愛上女人Vol.1 | 只要再一次 | /                     |                     |                        | TAKE7            |                            |
| 2007年 | |                       |                     |                        |                  |                            |
| 離別的故事 | 善意的謊言 | 1                     |                     |                        | 1                |                            |
| 離別的故事 | 為什麼要走 | 8                     |                     |                        | /                |                            |
| 2008年 | |                       |                     |                        |                  |                            |
| 當男人愛上女人vol.2 | 全部給你 | 1                     | 1                   |                        | TAKE7            |                            |
| 當男人愛上女人vol.2 | 記憶中的你 | /                     | 7                   |                        | /                |                            |
| 去旅行吧 | 去旅行吧 | /                     | 18                  |                        | /                |                            |
| 2009年 | |                       |                     |                        |                  |                            |
| Shadow | 我們分手吧 | 3                     | 3                   |                        | (1)              |                            |
| 2010年 | |                       |                     |                        |                  |                            |
| Shadow | 就像當初 就如那時 | /                     | 6                   |                        | /                |                            |
| Shadow | 愛教會我喝酒 | 9                     | 9                   |                        | /                | feat. 白燦                 |
| 2011年 | |                       |                     |                        |                  |                            |
| Tonight | 是朋友啊 | 2                     | 2                   |                        | 1                |                            |
| Tonight | 戀愛時代 | /                     | 2                   |                        | /                | feat. 韓孝周&Ra.d          |
| 2012年 | |                       |                     |                        |                  |                            |
| 森林 | 重返 | [1]                   | 1                   |                        |                  |                            |
| 森林 | 森林 | /                     | 17                  |                        |                  |                            |
| 森林 | 愛你 這句話 | /                     | 25                  |                        |                  |                            |
| 2015年 | |                       |                     |                        |                  |                            |
| And... | And goodbye | 4                     | 4                   | 5                      | 6                | MBC MUSIC Show Champion：4 |
| 2016年 | |                       |                     |                        |                  |                            |
| 我入伍了 | 我入伍了 | /                     | 12                  |                        | 7                |                            |
| 2020年 | |                       |                     |                        |                  |                            |
| The Project | 平凡的男人 | /                     | 8                   | 5                      | 4                |                            |
| \| - 「(1)」：兩星期冠軍 - 「[1]」：三星期冠軍 - 「{1}」：四星期冠軍 - 「*」：打榜中 \| - 「 」：MBC《Show! 音樂中心》前身《Live Music Camp》排行榜成績 - 「 」：該段時期未有設立排行榜 - 「TAKE7」：《人氣歌謠》排名候選曲，未能獲得一位 - 「(註)」：《人氣歌謠》於2013年3月17日設榜 \| | |                       |                     |                        |                  |                            |
| - 「(1)」：兩星期冠軍 - 「[1]」：三星期冠軍 - 「{1}」：四星期冠軍 - 「*」：打榜中 | - 「 」：MBC《Show! 音樂中心》前身《Live Music Camp》排行榜成績 - 「 」：該段時期未有設立排行榜 - 「TAKE7」：《人氣歌謠》排名候選曲，未能獲得一位 - 「(註)」：《人氣歌謠》於2013年3月17日設榜 |                       |                     |                        |                  |                            |

| 各台冠軍歌曲統計     | 各台冠軍歌曲統計 | 各台冠軍歌曲統計 | 各台冠軍歌曲統計 |
| Mnet                 | KBS              | MBC              | SBS              |
| -------------------- | ---------------- | ---------------- | ---------------- |
| 9                    | 2                | 0                | 7                |
| 四台冠軍歌曲總數：18 |                  |                  |                  |

## 外部連結
- 李昇基 （页面存档备份，存于）在Daum cafe的頁面（leeseungki） 
- 李昇基 （页面存档备份，存于）在Daum cafe的頁面（seungkiEmo） 
- 李昇基的Instagram帳戶
- YouTube上的李昇基頻道
- 李昇基-BLOG （页面存档备份，存于）